# Josette Simon
Josette Patricia Simon OBE (* 15. November 1960 in Leicester, England) ist eine britische Schauspielerin.

## Leben und Karriere
Ihre erste Ausbildung erhielt sie an der Central School of Speech and Drama in London.
Zu den Höhepunkten ihrer schauspielerischen Laufbahn gehört die Rolle von Dr. Ramphele, einer engen Freundin des südafrikanischen Bürgerrechtlers Steve Biko im Film Schrei nach Freiheit (Orig.: Cry Freedom, 1987). Ihr Schaffen für Film und Fernsehen seit 1980 umfasst mehr als 65 Produktionen. Vielfach tritt sie in verschiedenen Serien in Erscheinung. Für ihre darstellerische Leistung in dem Film Milch und Honig wurde sie 1989 für den Genie Award nominiert.
1996 heiratete sie Mark Padmore, im Jahr 2004 trennten sich beide jedoch wieder. Sie haben ein gemeinsames Kind.

## Filmografie (Auswahl)
- 1980–1981: Blake’s 7 (Fernsehserie)
- 1987: Schrei nach Freiheit (Cry Freedom)
- 1988: Milch und Honig (Milk and Honey)
- 1997: Reise in die Zeitlosigkeit (Bridge of Time)
- 1998, 2011: Silent Witness (Fernsehserie, 3 Folgen)
- 2005: Der blaue Express (Agatha Christie’s Poirot; Fernsehserie, Folge The Mystery of the Blue Train)
- 2006: Inspector Barnaby (Midsomer Murders), Fernsehserie, Staffel 9, Folge 8: Mörder-Falle ("Last Year’s Model")
- 2006, 2009–2010: Casualty (Fernsehserie)
- 2011: Spooks – Im Visier des MI5 (Spooks; Fernsehserie, 1 Folge)
- 2012: Red Lights
- 2012: New Tricks – Die Krimispezialisten (New Tricks; Fernsehserie, 1 Folge)
- 2014: Suspects (Fernsehserie, 1 Folge)
- 2014: Death in Paradise (Fernsehserie, 1 Folge)
- 2017: Wonder Woman
- 2017: Broadchurch (Fernsehserie, 3 Folgen)
- 2018: Nightflyers (Fernsehserie)
- 2018: The Split – Beziehungsstatus ungeklärt (The Split, Fernsehserie, 1 Folge)
- 2019: Pokémon Meisterdetektiv Pikachu (Pokémon Detective Pikachu)
- 2020: Hexen hexen (The Witches)
- 2020: Absentia (Fernsehserie, 1 Folge)
- 2020: Shakespeare & Hathaway – Private Investigators (Fernsehserie, 1 Folge)
- 2020: Education
- 2022: Anatomie eines Skandals (Anatomy of a Scandal; Miniserie, 6 Folgen)
- 2022: Crossfire – Tod in der Sonne (Crossfire)
- 2024: The Crow
- 2025: Bridget Jones – Verrückt nach ihm (Bridget Jones: Mad About the Boy)

## Auszeichnungen
1995 erhielt sie den Master of Arts Honors Degree an der Universität von Leicester. Im Jahre 2000 erhielt sie den Orden des Britischen Empires (Order of the British Empire, kurz: OBE) für ihre Verdienste um das englischsprachige Drama.